# Хангинг-Рок
Хангинг-Рок (англ. Hanging Rock — «Висячая скала»; ранее — Дайодженис, англ. Mount Diogenes — «Диоген») — гора в центральной части австралийского штата Виктория, приблизительно в 70 км к северо-западу от Мельбурна. Высота горы-мамелона составляет 718 метров над уровнем моря и 105 метров над уровнем окружающего рельефа.
Несколько южнее высится гора Маседон, также вулканического происхождения. Греческие имена этим вершинам дал в 1836 году путешественник Томас Митчелл.
Висячая скала получила широкую известность в мире и популярность среди австралийских туристов после выхода в 1975 году мистического фильма Питера Уира «Пикник у Висячей скалы». Она запечатлена на серии фотографий Поликсени Папапетру, изображающей пропавших детей.